# Amin Shokrollahi

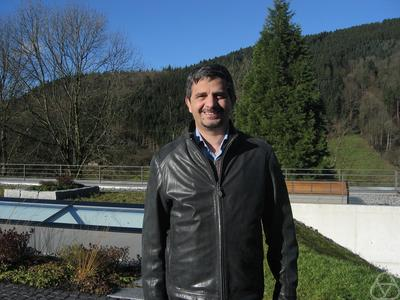
Amin Shokrollahi

Mohammad Amin Shokrollahi (* 1964 im Iran) ist ein iranischer Mathematiker und Informatiker.
Shokrollahi erhielt 1988 sein Diplom als Mathematiker an der Universität Karlsruhe, dem heutigen Karlsruher Institut für Technologie (KIT), wurde 1991 an der Universität Bonn bei Michael Clausen in Informatik promoviert  und habilitierte sich dort 1998. Er war Research Fellow am International Computer Science Institute (ICSI) in Berkeley und MTS (Member of the Technical Staff) der Bell Laboratories. Seit 2003 ist er Professor an der EPFL in Lausanne. Außerdem war er Chief Scientist von Digital Fountain in Fremont (Kalifornien) und ist auch Gründer sowie der CEO der Firma Kandou Bus in der Schweiz.
Er befasst sich mit Kodierungstheorie, Komplexitätstheorie, Kryptographie und algorithmischer Zahlentheorie. Er ist mit Michael Luby einer der Entwickler der Tornado Codes, die Low-Density-Parity-Check-Codes (LDPC) für Erasure Coding sind, entwickelte Raptor Codes (ein Fountain Code) und er entwickelte für die Kommunikation von Chips untereinander Chordal Codes, für die er 2011 die Firma Kandou Bus gründete. Er ist Ko-Autor einer Monographie über algebraische Komplexitätstheorie in den Grundlehren der mathematischen Wissenschaften.
2002 erhielt er für die Entwicklung von LDPC Codes den IEEE Information Theory Society Best Paper Award. Im Jahr 2007 erhielt er zusammen mit Michael Luby den IEEE Eric E. Sumner Award, und im selben Jahr den Communication Society and Information Theory Society Paper Award. 2012 erhielt er zusammen mit Michael Luby die Richard-W.-Hamming-Medaille. Für seine Arbeit über Chordal Codes und deren VLSI Implementation erhielt er 2015 zusammen mit Ingenieuren der Firma Kandou Bus den Jan van Vessem Award der ISSCC, und 2016 den Designcon best paper award in der Kategorie High speed signal design. Im Jahr 2017 erhielt er den Mustafa-Preis in der Kategorie Informations- und Kommunikationstechnologien für die Erfindung, Implementation und Kommerzialisierung von Raptor-Codes.

## Schriften
- mit Peter Bürgisser, Michael Clausen: Algebraic Complexity Theory, Springer 1997
- mit Michael Luby, Michael Mitzenmacher, Daniel A. Spielman: Improved Low-Density Parity-Check Codes Using Irregular Graphs, IEEE Trans. Inform. Theory, Februar  2001
- mit Michael G. Luby, Michael Mitzenmacher, Daniel A. Spielman, Volker Stemann: Practical Loss-Resilient Codes, Proceedings of the twenty-ninth annual ACM symposium on Theory of computing – STOC '97, ACM 1997, S. 150–159.
- Raptor Codes, IEEE Transactions on Information Theory, Band 52, 2006, S. 2551–2567.
- LDPC Codes: An Introduction. In: Keqin Feng u. a. (Hrsg.): Coding, cryptography and combinatorics, Progress in computer science and applied logic 23. Birkhäuser, Basel u. a. 2004, ISBN 3-7643-2429-5, S. 85–112
- mit Rüdiger Urbanke, T. J. Richardson: Design of capacity-approaching irregular low-density parity-check codes, IEEE transactions on information theory, Band 47, 2001, S. 619–637